# Ossi Louhivaara
Ossi Louhivaara (ur. 31 sierpnia 1983 w Kotka) – fiński hokeista, reprezentant Finlandii. 

## Kariera
- Titaanit (1999-2002)
- KooKoo (2002-2004)
- JYP (2004-2014)
  -  SaPKo (2008)
  -  D Team (2009)
- Lausanne HC (2014-2016)
- JYP (2016-2021)

Wychowanek klubu Titaanit. Od 2004 zawodnik klubu JYP. W styczniu 2014 przedłużył kontrakt o pięć lat. Od kwietnia 2015 do marca 2016 zawodnik szwajcarskiego klubu Lausanne HC. Od kwietnia 2016 ponownie zawodnik JYP. Po sezonie Liiga (2020/2021) ogłosił zakończenie kariery.
Uczestniczył w turnieju mistrzostw świata w 2015.
W trakcie kariery określany pseudonimem Karhulan Kanuuna, Opa.

## Sukcesy
Klubowe
- Brązowy medal Mestis: 2003 z KooKoo
- Złoty medal mistrzostw Finlandii: 2009, 2012 z JYP
- Brązowy medal mistrzostw Finlandii: 2010, 2013, 2017 z JYP
- European Trophy: 2013 z JYP
- Hokejowa Liga Mistrzów: 2018 z JYP

Indywidualne
- Mestis (2002/2003): najlepszy pierwszoroczniak sezonu